# Stravinsky Inlet
Das Stravinsky Inlet ist eine vereiste Bucht im Süden der westantarktischen Alexander-I.-Insel. Als Nebenbucht des Bach Inlet liegt sie zwischen der Schostakowitsch- und der Monteverdi-Halbinsel.
Das britische Directorate of Overseas Surveys kartierte sie in Zusammenarbeit mit dem United States Geological Survey anhand von Satellitenaufnahmen, welche die NASA zur Verfügung gestellt hatte. Das UK Antarctic Place-Names Committee benannte sie am 20. Dezember 1974 nach dem russisch-französisch-US-amerikanischen Komponisten Igor Strawinsky (1882–1971).